# Замешательство (роман)
«Замешательство» (англ. Bewilderment) — роман Ричарда Пауэрса, опубликованный 21 сентября 2021 г. издательством W. W. Norton & Company, тринадцатый роман Пауэрса, первый после получения в 2019 г. Пулитцеровской премии за художественную книгу за роман «The Overstory» (2018).
В 2021 году роман вошёл в шорт-лист Букеровской премии.

## Сюжет
Действие романа происходит в недалеком будущем на фоне экологической деградации планеты. Роман рассказывает об овдовевшем астробиологе Тео Бирне и его девятилетнем сыне Робине, у которого диагностированы синдром Аспергера, обсессивно-компульсивное расстройство и синдром дефицита внимания и гиперактивности. Тео отказывается от психотропных препаратов для Робина, прибегая к экспериментальной нейрофидбэк-терапии, чтобы помочь своему сыну. В интервью, посвящённом Букеровской премии, Пауэрс сказал: «Книга уходит корнями в два разных мира. Отчасти это роман о тревогах семейной жизни на разрушающейся планете, и за это я в долгу перед такими разными писателями, как Маргарет Этвуд, Барбара Кингсолвер, Эван Дара, Дон Делилло и Лорен Грофф».

## Критика
Издание Kirkus Reviews в своей рецензии называет «Замешательство» «трогательным романом, который предлагает жизненно важную идею с необыкновенным сочувствием и умом». "Дуайт Гарнер из The New York Times охарактеризовал его как книгу об «экологическом спасении», отличающуюся «нежной сентиментальностью», но отметил, что она «настолько кротка, сахариста и чрезмерна в своем благочестии к природе, что даже чайная ложка её омертвляет разум». Более положительная рецензия The Guardian назвала её «нежным научно-фантастическим семейным романом».
Publishers Weekly сравнил роман с «Цветами для Элджернона» и написал: «Планетарные описания становятся немного повторяющимися и не набирают обороты в повествовании, но в конце концов Пауэрс превращает изматывающую историю в нечто возвышенное. Хотя это и не шедевр, но работа мастера». Писательница Клэр Мессуд в журнале Harper’s Magazine считает, что сюжет и темы романа слишком похожи на предыдущие произведения Пауэрса, и критикует его характеристики. Мессуд пишет: «Хотя Алисса занимает центральное место в повествовании, она является шифром, чья плоская фигура становится правдоподобной только благодаря ограниченной точке зрения Тео. Более того, набросок личной и семейной истории Тео кажется тонким, как бумага. Но если другие отношения Тео остаются одномерными, то связь между отцом и сыном обладает большей плотностью и фактурой, как и настоятельная и безудержная страсть Робина к миру природы».
В 2021 году роман был включен в шорт-лист Букеровской премии и в лонг-лист Национальной книжной премии за художественную литературу.

## Экранизация
В январе 2021 г. издание Variety сообщило, что компании Black Bear Pictures и Plan B Entertainment приобрели права на экранизацию книги «Замешательство» после проведения конкурсных торгов.